# Barreira sanitária
Uma barreira sanitária é  um mecanismo legal utilizado pelas autoridades governamentais de um país ou região que impede ou restringe a circulação de animais e plantas.
O principal objetivo das barreiras sanitárias é prevenir riscos de contaminação e disseminação de pragas e doenças ou evitar que elas ocorram.
Normalmente este termo é usado apenas no caso de animais e seus derivados, enquanto o termo barreira fitossanitária é usado para vegetais e seus derivados.
Então podemos concluir que a barreira sanitária é um meio do governo evitar a contaminação da população por meio de alimentos que entram na cidade seja eles de origem vegetal ou animal.  

## Referência
- Zootecnia Brasil
- Barreiras Sanitárias e Fitossanitárias